# Ngọn núi thủy tinh (truyện cổ tích)
"Ngọn núi thủy tinh" (Aarne-Thompson loại 530 ) là một câu chuyện cổ tích Ba Lan được Hermann Kletke sưu tầm. Andrew Lang đã đưa nó vào Cuốn sách cổ tích màu vàng.
Tên này cũng xuất hiện như một địa điểm thần thoại trong một câu chuyện khác, Old Rinkrank, một trong những truyện cổ tích Brother Grimm gốc, "Glassberg" hoặc "Graffitiberg" trong tiếng Đức gốc.